# Strikeforce: Nashville
Strikeforce: Nashville（ストライクフォース：ナッシュビル）は、アメリカ合衆国の総合格闘技団体「Strikeforce」の大会の一つ。2010年4月17日、テネシー州ナッシュビルのブリヂストン・アリーナで開催された。
大会では、ゲガール・ムサシとキング・モーによるライトヘビー級タイトルマッチ、ギルバート・メレンデスと青木真也によるライト級タイトルマッチ、ジェイク・シールズとダン・ヘンダーソンによるミドル級タイトルマッチの3大タイトルマッチが行われた。

## 大会概要

### タイトルマッチ
第8試合のライトヘビー級タイトルマッチでは、挑戦者であるキング・モーが王者ゲガール・ムサシを3-0の判定で下し、第4代ライトヘビー級王座を戴冠した。第9試合のライト級タイトルマッチでは王者ギルバート・メレンデスが現役のDREAMライト級王者である挑戦者の青木真也を3-0の判定で下し、ライト級王座の初防衛に成功した。メインイベントとなるミドル級タイトルマッチでは、王者ジェイク・シールズがUFCから移籍してきた挑戦者ダン・ヘンダーソンを3-0の判定で下し、ミドル級王座の初防衛に成功した。
第8試合から第10試合までのメインカード3試合が地上波CBSによって全米に放送され、日本ではニコニコ動画でライブ配信された。
メインイベント終了後、ジェイソン・"メイヘム"・ミラーがケイジに入り、シールズとのミドル級タイトルマッチでの再戦を要求しようとした際、シールズのセコンド陣と乱闘騒ぎを起こした。

## 試合結果

### プレリミナリィカード
第1試合 フェザー級 5分3R
○  コーディ・フロイド vs.  トーマス・キャンベル ×
3R 0:41 KO（膝蹴り）
第2試合 フライ級 5分3R
○  ダスティン・オーティズ vs.  ジャスティン・ペニントン ×
1R 4:27 チョークスリーパー
第3試合 ミドル級 5分3R
○  ザック・アンダーウッド vs.  ハンター・ウォーシャム ×
3R終了 判定3-0（29-28、29-28、29-28）
第4試合 ライトヘビー級 5分3R
○  ケイル・ヤーブロー vs.  ジョシュ・ショックマン ×
2R 1:01 TKO（レフェリーストップ：パウンド）
第5試合 ミドル級 5分3R
○  ジェイソン・"メイヘム"・ミラー vs.  ティム・スタウト ×
1R 3:09 TKO（レフェリーストップ：パウンド）
第6試合 ウェルター級 5分3R
○  アンディ・ユーリッチ vs.  ダスティン・ウェスト ×
1R 1:36 チョークスリーパー
第7試合 ライトヘビー級 5分3R
○  オヴァンス・サンプレー vs.  クリス・ホーク ×
1R 0:44 TKO（レフェリーストップ：パウンド）

### メインカード
第8試合 Strikeforce世界ライトヘビー級タイトルマッチ 5分5R
○  キング・モー vs.  ゲガール・ムサシ ×
5R終了 判定3-0（49-45、49-45、49-45）
※モーが王座獲得に成功。
第9試合 Strikeforce世界ライト級タイトルマッチ 5分5R
○  ギルバート・メレンデス vs.  青木真也 ×
5R終了 判定3-0（50-45、50-45、50-45）
※メレンデスが王座の初防衛に成功。
第10試合 Strikeforce世界ミドル級タイトルマッチ 5分5R
○  ジェイク・シールズ vs.  ダン・ヘンダーソン ×
5R終了 判定3-0（49-46、49-45、48-45）
※シールズが王座の初防衛に成功。